# Hiruguppe, Belur
Hiruguppe là một làng thuộc tehsil Belur, huyện Hassan, bang Karnataka, Ấn Độ.